# Берков (Октябрьский район)
Берков (бел. Беркаў) — деревня входящая в Поречский сельсовет Октябрьского района Гомельской области.

## География

### Расположение
В 12 км на юго-запад от районного центра городского посёлка Октябрьский, в 10 км от железнодорожной станции Рабкор, расположенной на ветке Бобруйск — Рабкор отходящей от линии Осиповичи — Жлобин.

### Водная система
Река Птичь (приток реки Припять). На севере — сеть мелиоративных каналов.

## Транспортная система
Транспортная связь по просёлочной, а затем по автомобильной дороге Хоромцы — Поречье.
В деревне 22 жилых дома (2004 год). Планировка — 2 короткие улицы. Застройка деревянными домами усадебного типа.

## Экология и природа
Вокруг деревни располагается лес.

## История
По письменным источникам деревня известна с XIX века, как застенок в Бобруйском уезде Минской губернии в составе имения Хоромцы.
В 1921 году в деревне открыта школа. В 1931 году организован колхоз «Новая жизнь».
Во время Великой Отечественной войны, в апреле 1942 года, каратели сожгли 5 дворов и убили 25 жителей. Во время войны 27 жителей деревни погибли на фронтах.
В составе колхоза «Поречье» с центром в деревне Поречье.

## Население

### Численность
- 2004 год — 22 двора, 39 жителей.

### Динамика
- 1908 год — 22 двора, 219 жителей.
- 1940 год — 24 двора.
- 1959 год — 163 жителя (согласно переписи).
- 2004 год — 22 двора, 39 жителей.